# Lychen

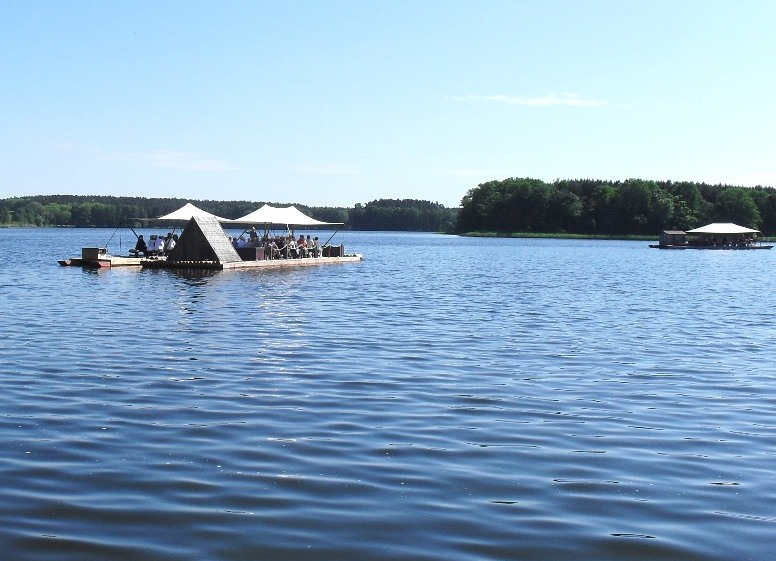
Flöße auf dem Oberpfuhl

Die uckermärkische Stadt Lychen [ˈlyːçən] ist ein inmitten des Naturparkes Uckermärkische Seen gelegener staatlich anerkannter Erholungsort im Landkreis Uckermark im Norden Brandenburgs. Lychen führt die Zusatzbezeichnung Flößerstadt. Durch ihre Lage im Neustrelitzer Kleinseenland ist sie ein beliebtes Urlaubsziel.

## Geografie
Naturräumlich ist Lychen Teil des Neustrelitzer Kleinseenlandes. Die Stadt liegt zwischen sieben uckermärkischen Seen: Wurlsee, Großer Lychensee, Nesselpfuhl, Stadtsee, Oberpfuhl, Zenssee, Platkowsee. Das Stadtgebiet umfasst noch weitere Seen wie den Großen Küstriner See oder den Mellensee. Im Süden hat Lychen Anteil am Waldgebiet Himmelpforter Heide mit dem ehemaligen Truppenübungsplatz Tangersdorf; das Gebiet gehört zum Naturschutzgebiet Kleine Schorfheide. Über die Woblitz ist Lychen mit der Oberen Havel-Wasserstraße, über den Küstriner Bach mit der Feldberger Seenlandschaft verbunden. Im Norden grenzt das Gebiet Lychens an den Landkreis Mecklenburgische Seenplatte, im Westen an den Landkreis Oberhavel.

## Stadtgliederung
Laut ihrer Hauptsatzung gliedert sich die Stadt Lychen (neben dem Kern der Stadt) in drei Ortsteile und Gemeindeteile:
- Ortsteil Rutenberg mit dem bewohnten Gemeindeteil Eichhof
- Ortsteil Retzow mit den bewohnten Gemeindeteilen Kastaven, Sähle und Wurlgrund
- Ortsteil Beenz mit den bewohnten Gemeindeteilen Marienheim und Stabeshorst.

Zur Kernstadt Lychen gehören die Gemeindeteile Küstrinchen, Seeberg, Tangersdorf und Türkshof.

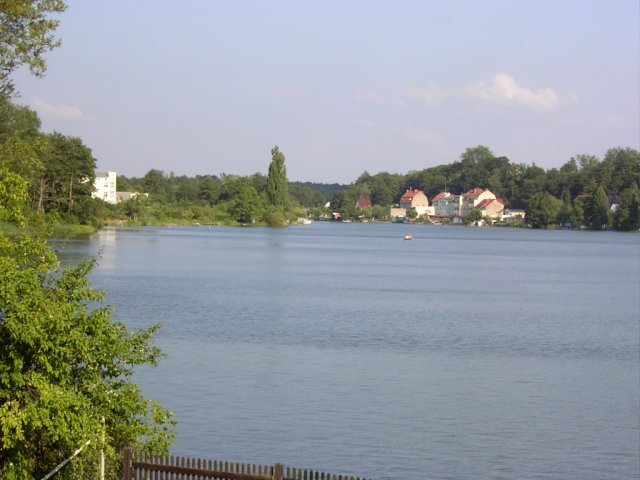
Stadtsee

Dazu kommen noch die Wohnplätze: Am Großen Lychensee, Ausbau Lüder, Beenzer Ausbau, Beenzhof, Birkental, Bohmshof, Brennickenwerder, Collinshof, Drei Seen, Dünshof, Fegefeuer, Georgenhöhe, Heckenhaus, Hinterfeld, Kolbatzer Mühle, Kuckuckswerder, Langes Werder, Lexoshof, Lindenhof, Marienhof, Mückenfang, Punskuhl, Reiherhals, Sängerslust, Schleusenhof Regow, Schlüßhof, Schreibermühle, Seeblick, Süßer Grund, Tonkünstlerheim, Vorderfeld, Wuppgarten und Zenshaus.

## Geschichte

### Anfänge

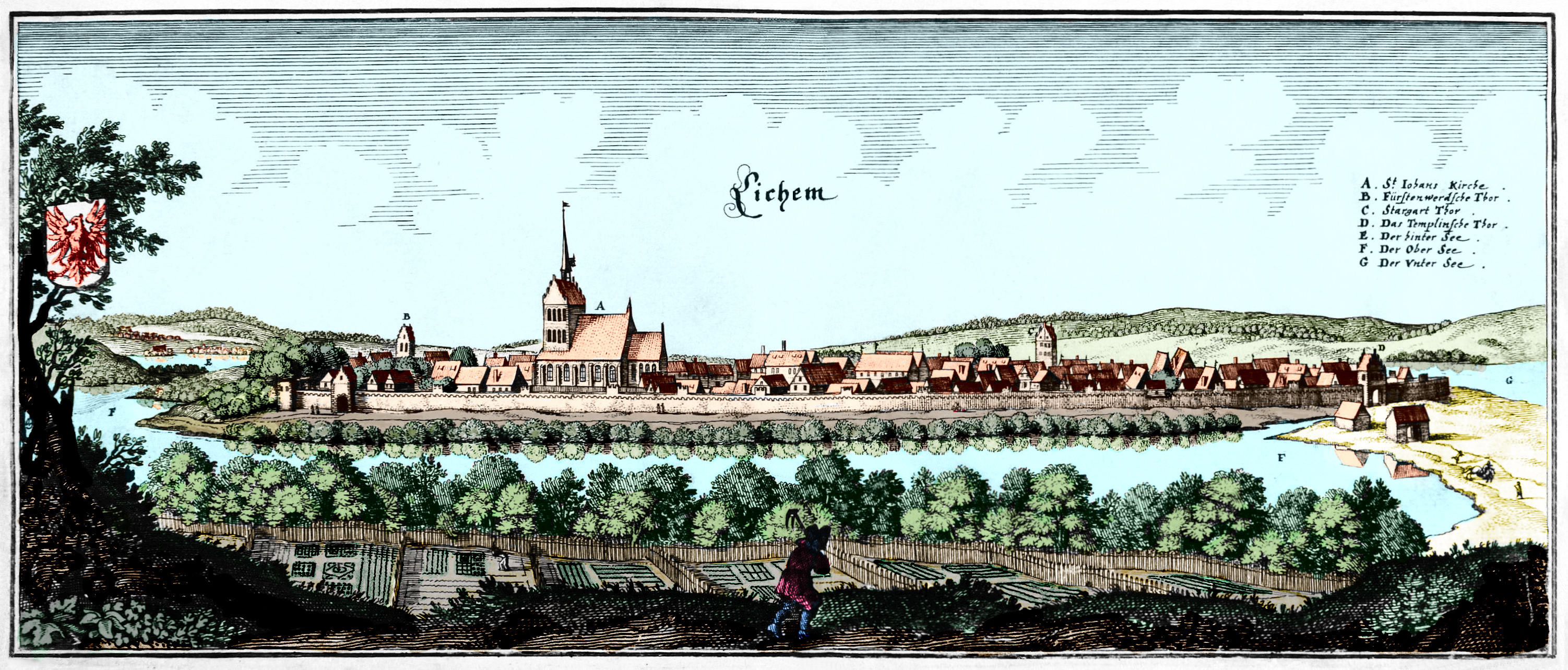
Das alte Lychen (Lichem) im Jahr 1652

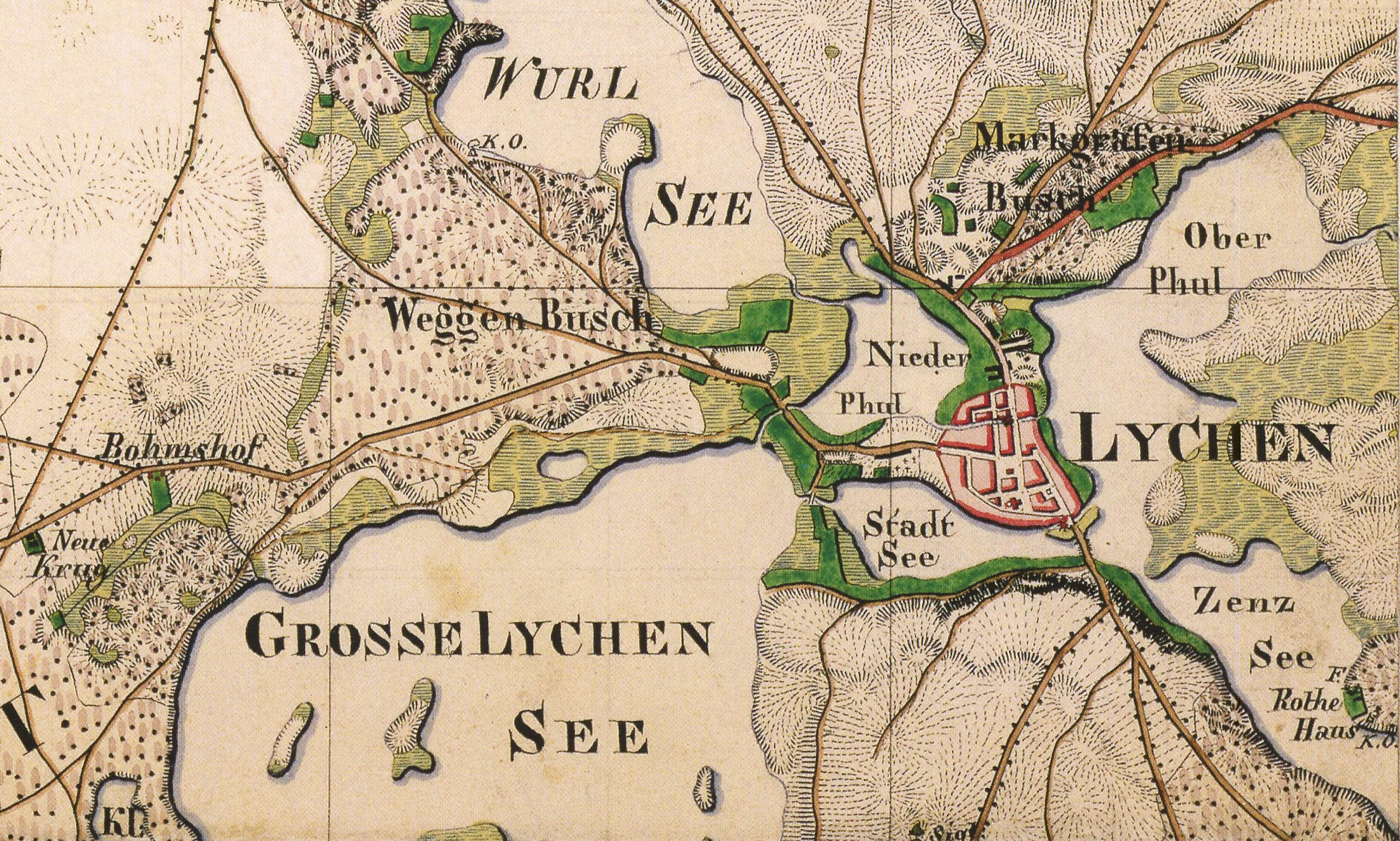
Lychen auf dem Urmesstischblatt 2745 Blatt Lychen von 1825. (K.O. = Kalkofen)

Die urkundliche Ersterwähnung erfolgte im Jahr 1248 als in Liechen. Die Schreibweise Lychen gilt für 1299 als nachgewiesen.
Erste Funde einer Besiedlung des Lychener Gebiets stammen aus der Mittleren Steinzeit. Im Zuge der Völkerwanderung (5.–6. Jahrhundert) siedelten sich Slawen an. Ihre Siedlungen legten sie auf Inseln und Halbinseln an und errichteten Fluchtburgen, wie z. B. den Burgwall (jetziges Hotel „Lindenhof“) auf einer Halbinsel im Wurlsee.
Markgraf Johann I. gründete 1248 die Stadt. Sie bekam eine sechs Meter hohe Stadtmauer und drei Tortürme, von denen das Fürstenberger Tor und das Stargarder Tor nur noch in einigen Teilen erhalten sind. Im Jahr 1976 stürzte bei einem starken Sturm der Stargarder Torturm zusammen.
Infolge kriegerischer Auseinandersetzungen fiel Lychen 1302 an Mecklenburg. 150 Jahre später eroberte der Markgraf Johann von Brandenburg die Stadt zurück und sie kam nach dem Frieden zu Wittstock wieder zu Brandenburg. Der Dreißigjährige Krieg (1618–1648) und zwei Großfeuer (1648 und 1732) vernichteten mehrmals fast die gesamte Stadt. Während des Siebenjährigen Krieges (1756–1763) kam Lychen unter schwedische Besetzung.
Teile des heutigen Stadtgebietes waren im Mittelalter Besitz des Klosters Himmelpfort. Linow gehörte 1299 zur Erstausstattung des Klosters und fiel nach 1342 wüst. 1307 kamen Rudow und Tangersdorf in den Besitz des Klosters und fielen nach 1342 ebenfalls wüst. Rutenberg war seit 1309 teilweise, und seit 1317 vollständig im Besitz des Klosters.

### 19. Jahrhundert bis heute
Seit 1849 bestanden in Preußen Kreisgerichte. Das Kreisgericht Templin war dem Kammergericht nachgeordnet. In Lychen bestand eine Zweigstelle (Gerichtskommission) des Kreisgerichts Templin. Im Rahmen der Reichsjustizgesetze wurden diese Gerichte 1879 aufgehoben. Stattdessen bestand von 1879 bis 1952 das Amtsgericht Lychen.
Die Eröffnung der Bahnstrecke Britz–Fürstenberg im Jahre 1899 brachte eine wirtschaftliche Entwicklung Lychens mit sich. Bis 1910 wurden eine Poststation, Apotheke, Bahnhof und Kapelle errichtet. 1901 erhielt Lychen die erste Telefonverbindung nach Templin und 1903 eine eigene Zeitung – die Lychener Zeitung. Besonders durch die Gründung der Heilstätten entstanden Arbeits- und Ausbildungsplätze beim Bau, in der Druckerei, der Wäscherei, der Haushaltsschule, auf dem Geflügelhof, in der Gärtnerei und im Kurhotel, und Lychen entwickelte sich zum Luftkurort. Anfang der 1930er Jahre verzeichnete Lychen die höchste Zahl an Übernachtungen von Sommergästen in der Provinz Brandenburg. Die Heilstätten betreuten rund 1000 Patienten und beschäftigten 380 Lychener Einwohner.
1923 erfolgte die Abtrennung der Ortschaften Hardenbeck, Rosenow und Warthe vom Amtsgerichtsbezirk Lychen.
Im Februar 1934 wurden vom NS-HAGO Schilder mit der Aufschrift Deutsches Geschäft herausgegeben. Beim Deutschlandflug vom 13. bis 14. Juni 1938 landeten und starteten über 100 Flugzeuge in Rutenberg.

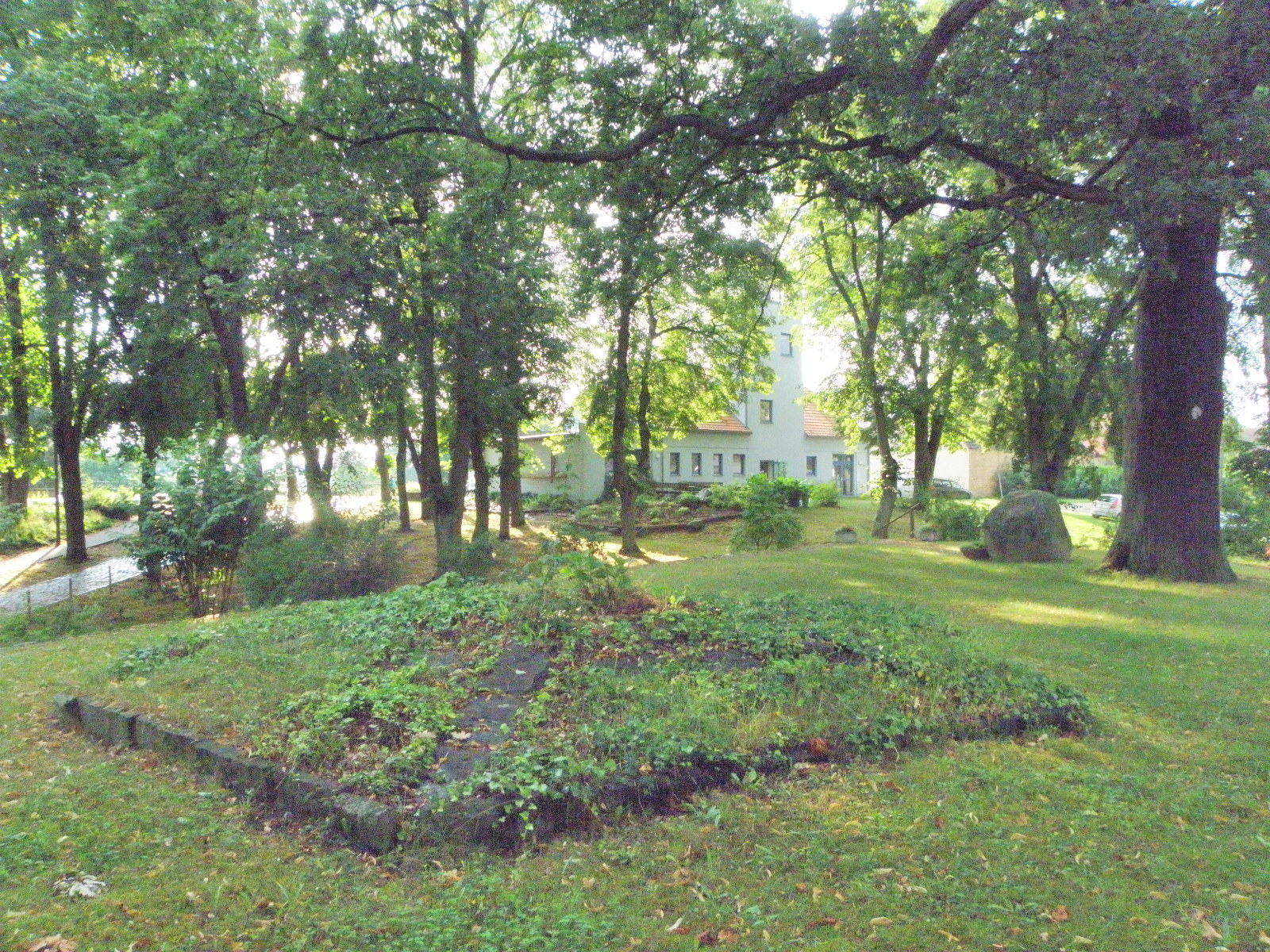
Fläche des früheren jüdischen Friedhofs an der Oberpfuhlstraße

In der „Reichspogromnacht“ (Novemberpogrom) wurde der Friedhof der seit dem 15. Jahrhundert im Ort ansässigen Jüdischen Gemeinde in der Stargarder Straße hinter dem Stadttor geschändet und zerstört. In der Firma Heinze und Blankert aus Berlin, die ab 1939 Teile für Granatzünder und MG-Munition herstellte, arbeiteten täglich 20 bis 25 Häftlinge aus dem KZ Ravensbrück. 1942 kaufte die Stadtgemeinde das Gelände des Jüdischen Friedhofs und gestaltete es als kleine Grünanlage. An die Verwüstung des Friedhofs erinnert seit 1970 ein Gedenkstein, den die Jüdische Landesgemeinde Mecklenburg aufstellen ließ. Zusätzlich ließ die Stadtverwaltung eine Gedenktafel am unteren Zugang anbringen, der das Geschehen lebendig hält. Die große, etwa 250 Jahre alte Stieleiche auf dem Hügel wird darin besonders erwähnt.
1957 wurde Tangersdorf nach Lychen eingemeindet. Von 1968 bis 1990 befand sich südwestlich von Lychen das Sonderwaffenlager Himmelpfort. Dieses ehemalige Kernwaffendepot der Streitkräfte der Sowjetunion wird auch als Lychen II bezeichnet.
Im Zuge der Ämterbildung 1992 im Land Brandenburg schlossen sich die Gemeinden Beenz, Retzow, Rutenberg und die Stadt Lychen am 10. Oktober 1992 zum Amt Lychen zusammen. Das Amt hatte seinen Sitz in der Stadt Lychen. Seit 1996 ist Lychen Staatlich anerkannter Erholungsort. Am 31. Dezember 2001 wurden Beenz, Retzow und Rutenberg in die Stadt Lychen eingegliedert und das Amt Lychen aufgelöst. Seitdem sind Beenz, Retzow und Rutenberg Ortsteile der Stadt Lychen.
Seit dem 11. Oktober 2008 führt die Stadt Lychen die Zusatzbezeichnung Flößerstadt, die aber zunächst nicht Bestandteil des amtlichen Namens war. Die amtliche Bestätigung durch das Innenministerium Brandenburgs erfolgte erst am 23. Mai 2013, was die Stadt dazu berechtigt, die Zusatzbezeichnung auch auf den Ortseingangsschildern zu führen.

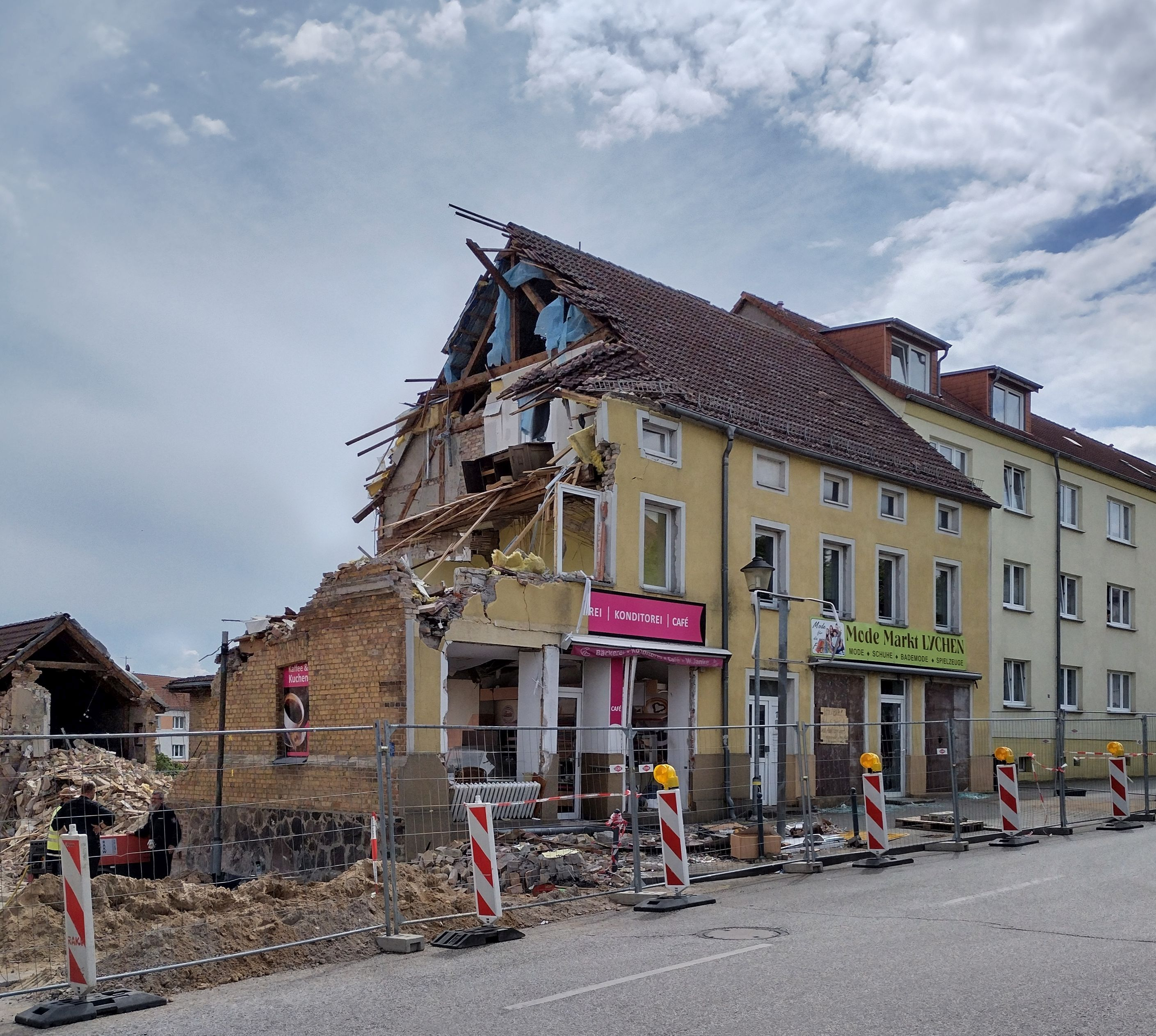
Eingestürzte Haushälfte

Lychen und seine heutigen Ortsteile gehörten von 1817 bis 1952 zum Landkreis Templin (bis 1947 in der preußischen Provinz Brandenburg, 1947–1952 im Land Brandenburg). 
Von 1952 bis 1993 waren sie Teil des Kreises Templin (bis 1990 im DDR-Bezirk Neubrandenburg; 1990–1993 wieder im Land Brandenburg). Seit der Kreisreform in Brandenburg im Jahr 1993 gehört Lychen zum Landkreis Uckermark.
Bundesweite Aufmerksamkeit erlangte eine vermutlich durch Gasaustritt verursachte Explosion, bei der am 13. Mai 2022 eine Person schwer verletzt und ein Haus nahe dem Markt stark beschädigt wurde.

### Sanatorium Hohenlychen

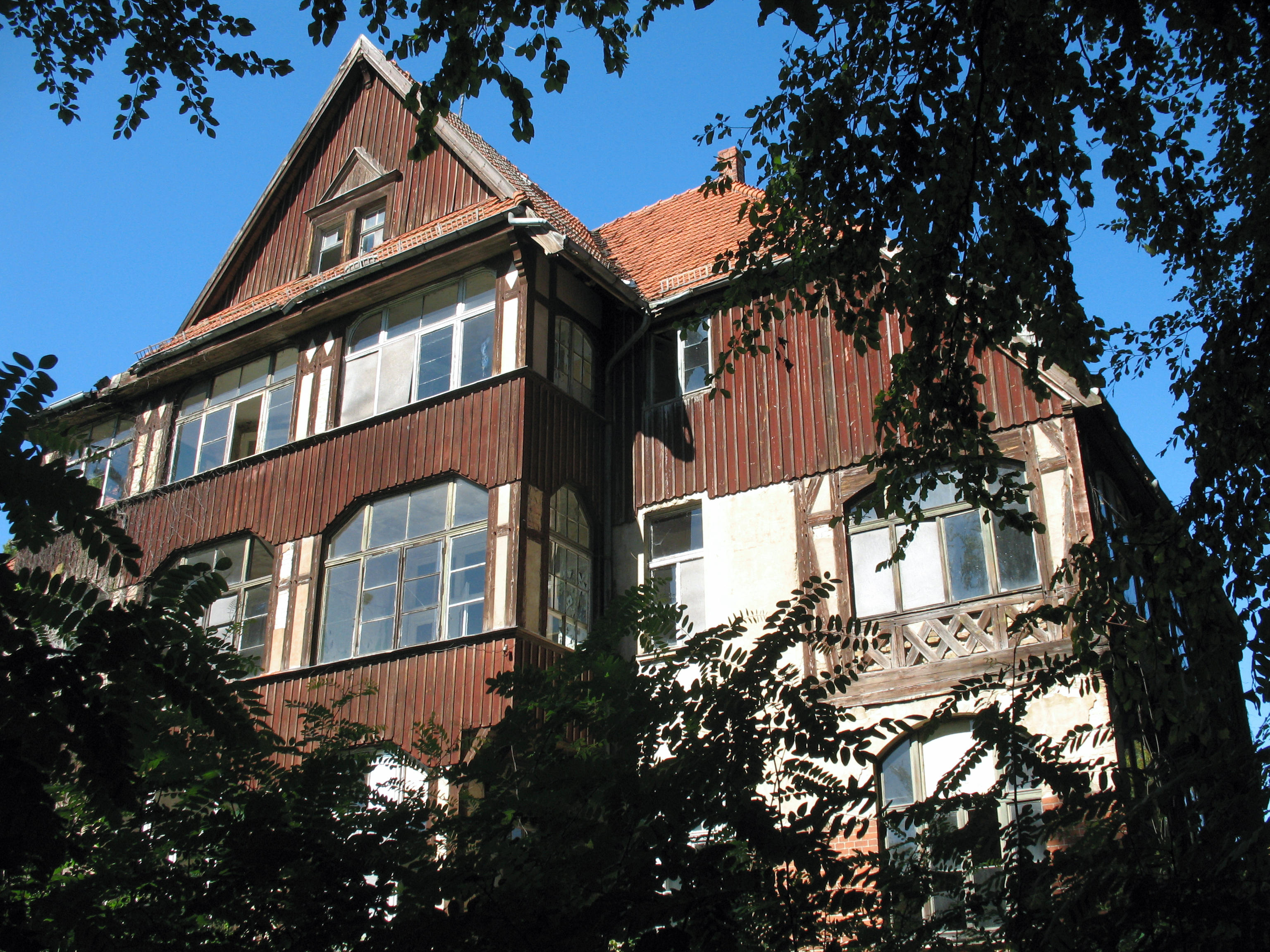
Kaiserin-Auguste-Viktoria-Sanatorium

1903 gründete Gotthold Pannwitz die Heilanstalten Hohenlychen als Volksheilstätten des Volksheilstättenvereins vom Roten Kreuz zur Bekämpfung von Tuberkulose, zunächst zur Behandlung erkrankter Kinder. Nach schrittweiser Erweiterung wurde 1912 die Abteilung XIV, das Kaiserin-Auguste-Viktoria-Sanatorium gebaut und 1913 ein Krankenhaus.
Im Zweiten Weltkrieg wurde die Heilanstalt unter Leitung von Karl Gebhardt zunächst zu einer orthopädischen Klinik und dann zu einem Krankenhaus der Waffen-SS umgestaltet. Hier arbeitete unter anderem der Lungenfacharzt Kurt Heißmeyer, der ab Juni 1944 im KZ Neuengamme Menschenversuche an sowjetischen Kriegsgefangenen vornahm und im November 1944 zwanzig jüdische Kinder im Alter zwischen 5 und 12 Jahren aus Auschwitz mit Tuberkulose infizierte.

### Betriebsferienlager
Zu DDR-Zeiten unterhielten etliche Betriebe in Lychen Ferienobjekte und Ferienlager für die Erholung der Kinder ihrer Betriebsangehörigen, so beispielsweise am Zenssee der VEB Walzwerk Finow und das VEB Kraftfahrzeugwerk „Ernst Grube“ (Werdau) und der VEB Lacke und Farben Berlin im Ortsteil Tangersdorf.

## Bevölkerungsentwicklung
| Jahr | Einwohner |
| ---- | --------- |
| 1875 | 2 349     |
| 1890 | 2 547     |
| 1910 | 3 208     |
| 1925 | 3 867     |
| 1933 | 3 725     |
| 1939 | 4 332     |

| Jahr | Einwohner |
| ---- | --------- |
| 1946 | 3 649     |
| 1950 | 3 663     |
| 1964 | 3 562     |
| 1971 | 3 693     |
| 1981 | 3 542     |
| 1985 | 3 576     |

| Jahr | Einwohner |
| ---- | --------- |
| 1990 | 3 537     |
| 1995 | 3 521     |
| 2000 | 3 323     |
| 2005 | 3 905     |
| 2010 | 3 527     |
| 2015 | 3 135     |

| Jahr | Einwohner |
| ---- | --------- |
| 2020 | 3 154     |
| 2021 | 3 147     |
| 2022 | 3 135     |
| 2023 | 3 135     |
| 2024 | 3 139     |

Gebietsstand des jeweiligen Jahres, Einwohnerzahl Stand 31. Dezember (ab 1991), ab 2011 auf Basis des Zensus 2011, ab 2022 auf Basis des Zensus 2022

## Politik

### Stadtverordnetenversammlung

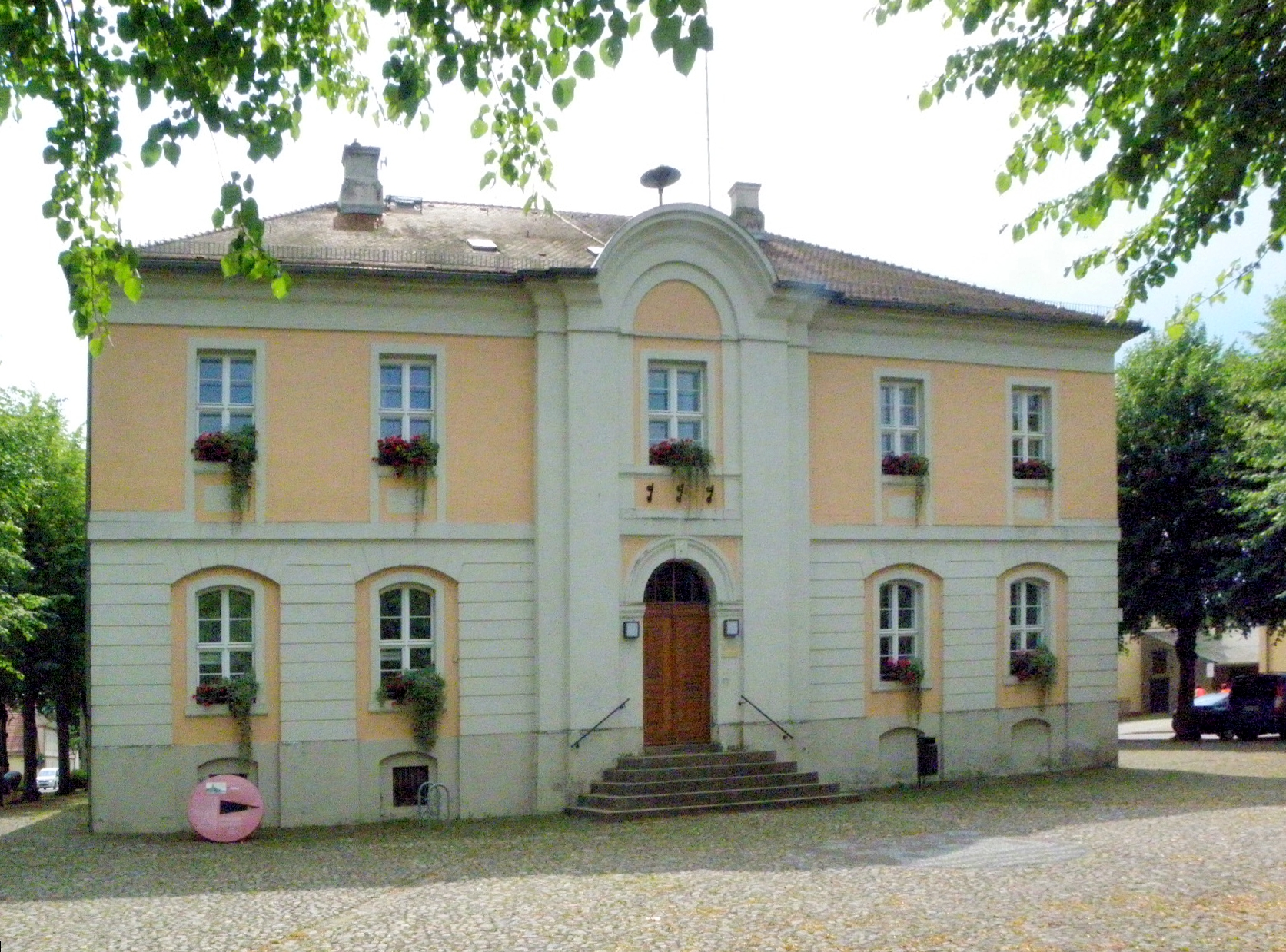
Rathaus

Die Stadtverordnetenversammlung von Lychen besteht entsprechend der Einwohnerzahl der Stadt aus 16 Stadtverordneten und der hauptamtlichen Bürgermeisterin. Die Kommunalwahl am 9. Juni 2024 führte bei einer Wahlbeteiligung von 74,2 % zu folgendem Ergebnis:
| Partei / Wählergruppe             | Stimmenanteil 2019 | Sitze 2019 |  | Stimmenanteil 2024 | Sitze 2024 |
| --------------------------------- | ------------------ | ---------- |  | ------------------ | ---------- |
| Wir für Lychen                    | –                  | –          |  | 29,3 %             | 5          |
| Lychen tut gut (LTG)              | 40,6 %             | 7          |  | 27,7 %             | 4          |
| AfD                               | –                  | –          |  | 19,0 %             | 1          |
| CDU                               | 21,2 %             | 3          |  | 12,2 %             | 2          |
| SPD                               | 11,5 %             | 2          |  | 11,9 %             | 2          |
| Schön hier - Gemeinsam für Lychen | 26,7 %             | 4          |  | –                  | –          |
| Insgesamt                         | 100 %              | 16         |  | 100 %              | 14         |

Bei der Wahl 2024 entfielen auf die AfD drei Sitze, von denen zwei unbesetzt bleiben, weil die Partei nur einen Kandidaten nominiert hatte.

### Bürgermeister
- 1998–2002: Dieter Sommerfeld (SPD)[22][23]
- 2002–2016: Sven Klemckow (Die Linke)
- seit 2016: Karola Gundlach (parteilos)

In der Bürgermeisterwahl am 28. Februar 2010 wurde Klemckow mit 74,5 % der gültigen Stimmen in seinem Amt bestätigt. Die Stadtverordnetenversammlung versetzte ihn zum 31. Januar 2016 aus gesundheitlichen Gründen in den Ruhestand.
In der Bürgermeisterstichwahl am 26. Juni 2016 wurde Karola Gundlach mit 58,0 Prozent der gültigen Stimmen zur neuen Bürgermeisterin gewählt. Bei der Stichwahl am 30. Juni 2024 wurde sie mit 51,2 % der gültigen Stimmen wiedergewählt. Ihre Amtszeit beträgt acht Jahre.

### Wappen
| Wappen von Lychen | Blasonierung: „In Rot über blau-silbernem Wellenschildfuß eine silberne Burg, mit zwei pyramidenförmigen bezinnten Türmen, belegt mit je einem schwarzen Fenster, und einer torlosen bezinnten und gequaderten Mauer dazwischen; darüber schwebend zwischen zwei sechsstrahligen silbernen Sternen ein silberner Schild mit goldbewehrtem rotem Adler.“ |
| Wappen von Lychen | Wappenbegründung: Das Wappen ist in seiner heutigen Form seit 1904 in Gebrauch und geht auf ein altes Siegel um 1300 zurück. Es weist auf die von Seen umgebene befestigte Stadt hin. Der brandenburgische Adler kennzeichnet die Zugehörigkeit zur Mark Brandenburg. Für die Sterne, die auch auf den in Lychen geprägten askanischen Gemeinschaftsmünzen (1296/98) erscheinen, gibt es keine eindeutige Erklärung. Vermutlich stellen sie den Prioritäts- bzw. Symbolanspruch der Askanier gegen die Mecklenburger Münzen mit dem Stierkopf dar. Das Wappen wurde am 2. Juni 1993 durch das Ministerium des Innern genehmigt. |

### Flagge
„Die Flagge ist Blau - Weiß - Rot (1:2:1) gestreift und mittig mit dem Stadtwappen belegt.“

### Dienstsiegel
Das Dienstsiegel zeigt das Wappen der Stadt mit der Umschrift STADT LYCHEN • LANDKREIS UCKERMARK.

### Städtepartnerschaften
Partnerstädte von Lychen sind Hopsten in Nordrhein-Westfalen und Czaplinek in der polnischen Woiwodschaft Westpommern.

## Sehenswürdigkeiten

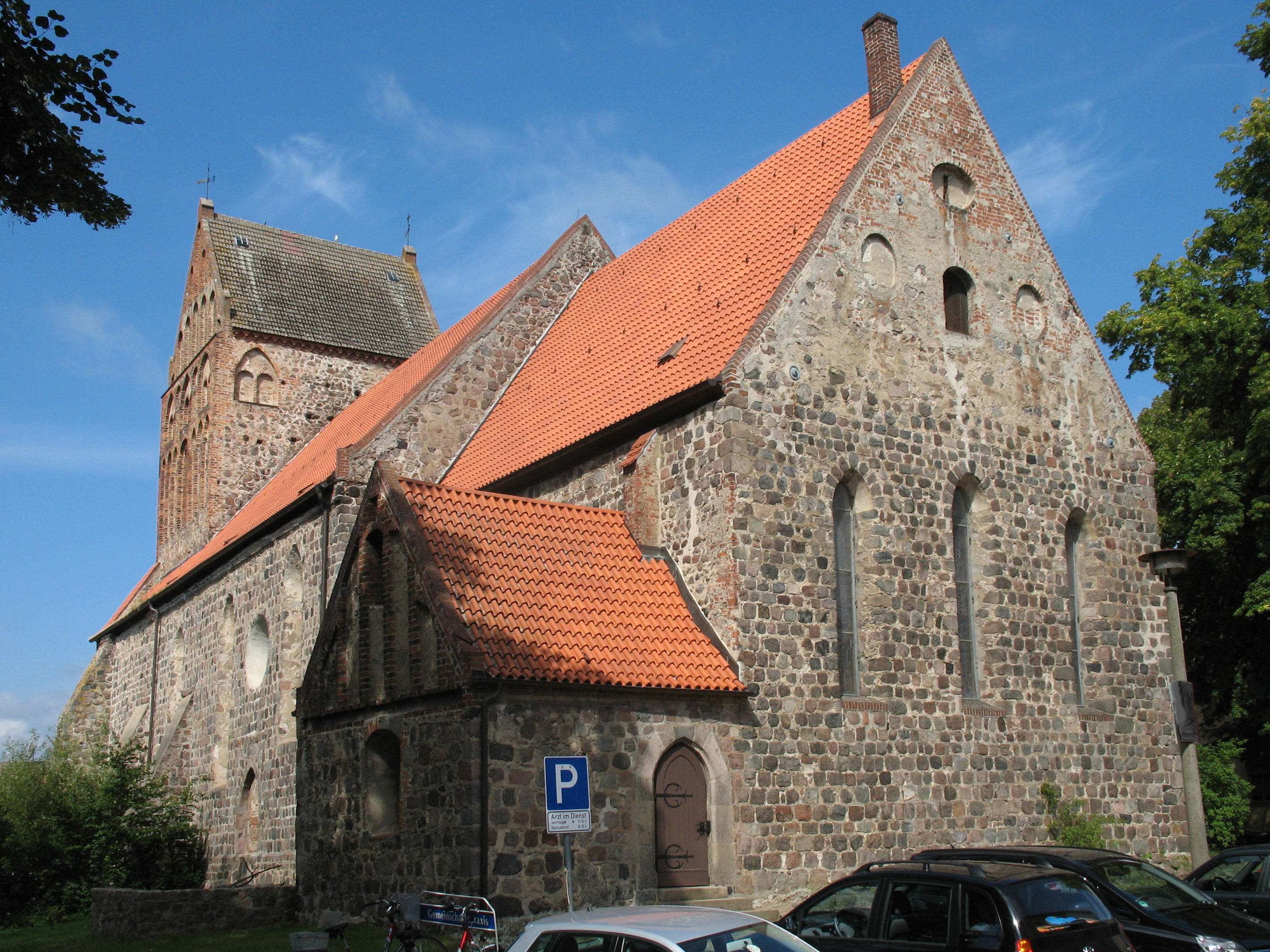
Stadtkirche St. Johannes

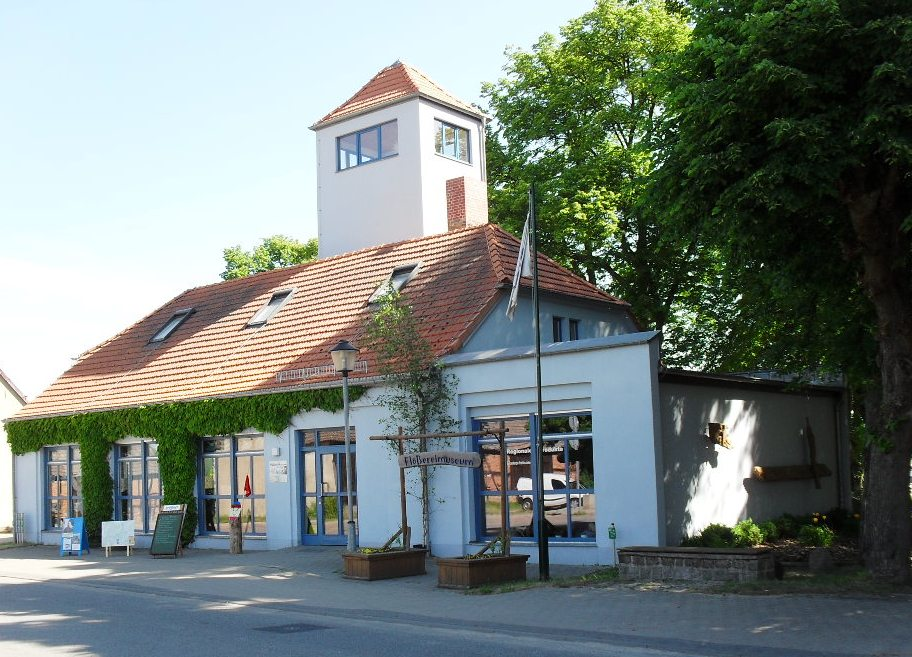
Flößereimuseum

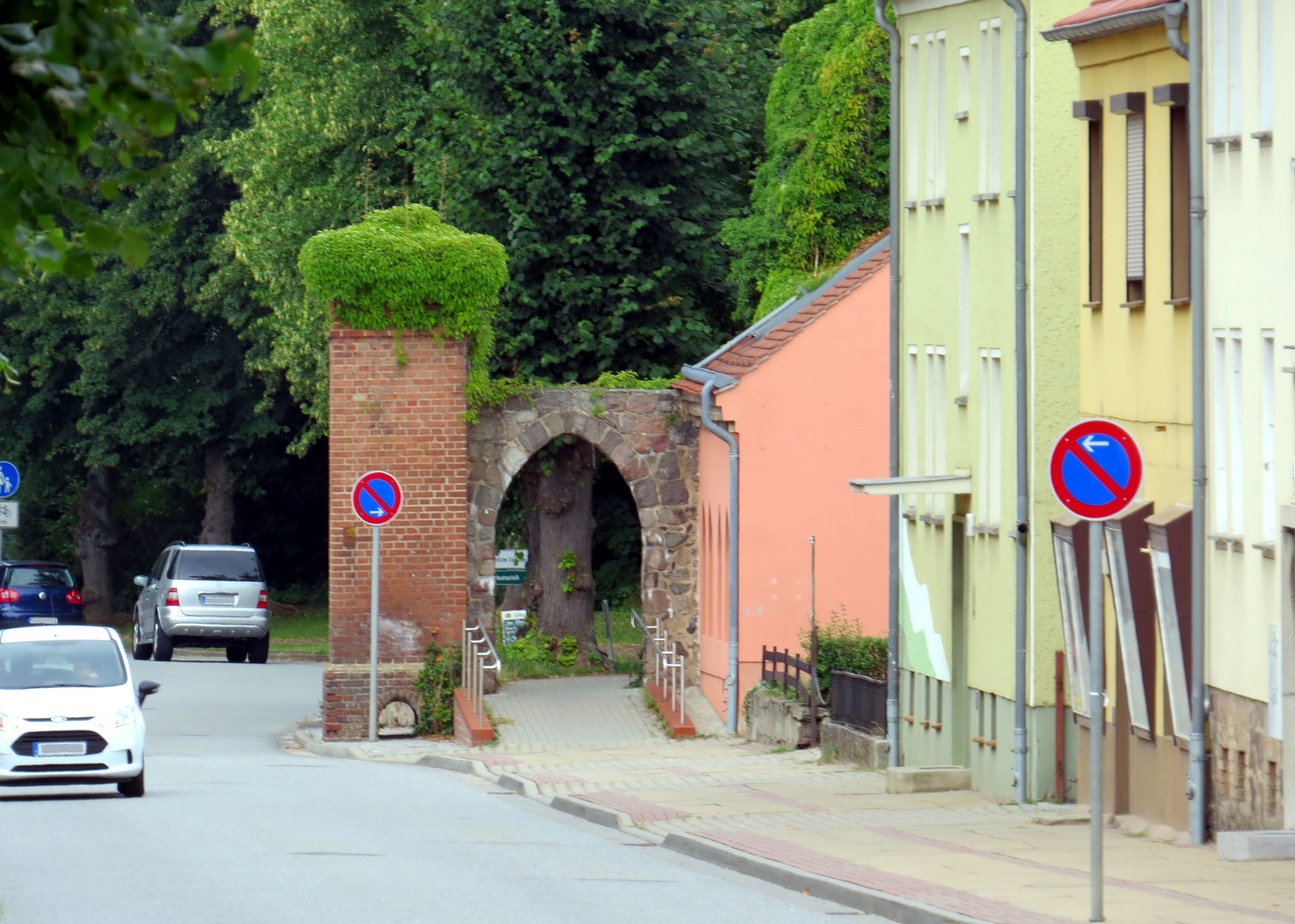
Fürstenberger Tor

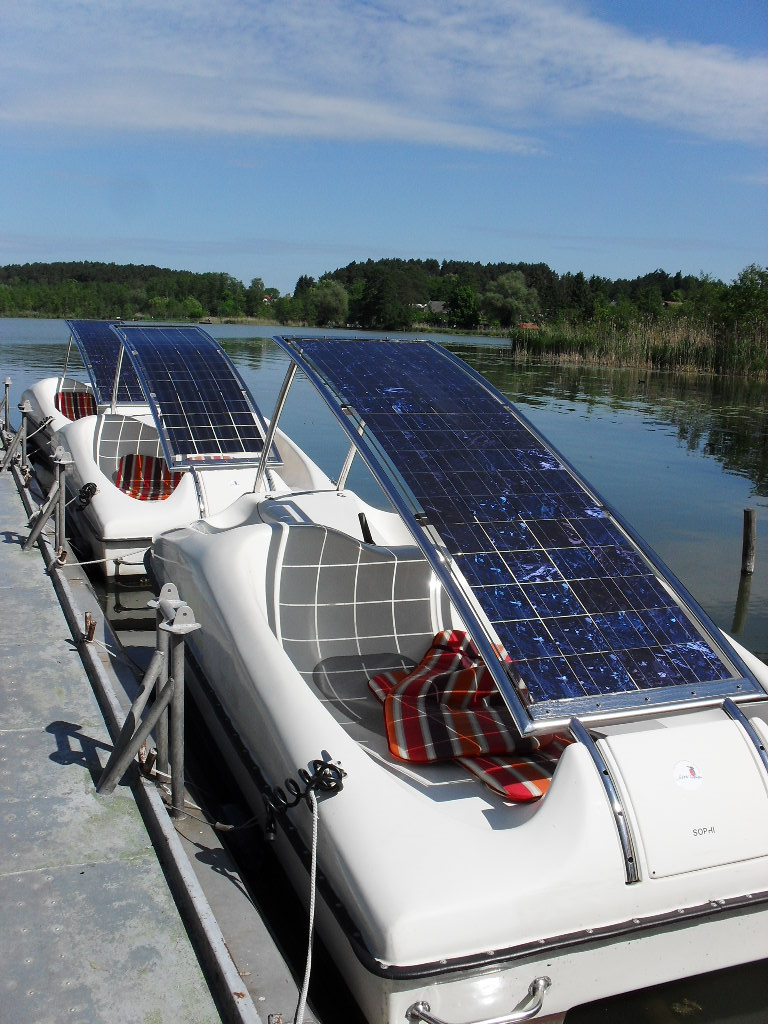
Solarboote auf dem Nesselpfuhl

In der Liste der Baudenkmale in Lychen stehen die in der Denkmalliste des Landes Brandenburg eingetragenen Baudenkmale.
- Evangelische Stadtkirche St. Johannes, in der zweiten Hälfte des 13. Jahrhunderts als frühgotischer Feldsteinbau errichtet
- Rathaus, 1748 anstelle eines Vorgängerbaus im Barockstil errichtet und nach Zerstörungen im Zweiten Weltkrieg wieder aufgebaut
- Mittelalterliche Stadtmauer, 1302–1304 aus Feldsteinen erbaut, große Teile sind erhalten, darunter Reste des Stargarder Tores, des Templiner Tores[32] und des Fürstenberger Tores
- Schreibermühle, hier war in den 1920er Jahren ein von Elsa Brändström gegründetes Heim für ehemalige Kriegsgefangene untergebracht
- Flößereimuseum im ehemaligen Gebäude der Freiwilligen Feuerwehr, hier wird eine der früheren wirtschaftlichen Grundlagen Lychens gewürdigt
- Kirchenruine im Ortsteil Retzow, gotische Feldsteinkirche aus dem 13. Jahrhundert
- Besucherzentrum des Naturparks mit einer Ausstellung zur geologischen Entstehung und zur Besiedlungsgeschichte der nordwestlichen Uckermark[33]
- Heimatstube im Gebäude einer ehemaligen Reißzweckenfabrik mit Einblicken in die Stadtgeschichte (2012 eröffnet)
- Denkmal für Johann Kirsten, er erfand 1903 in Lychen die Reißzwecke.[34]

Darüber hinaus gibt es in der Stadt eine katholische und eine neuapostolische Kirche, eine Freilichtbühne, den Malerwinkel und das Cohrs Stift.

## Tourismus
Mit dem Boot erreicht man Lychen von Berlin oder Hamburg über die Havel, durch die Woblitz und den Großen Lychensee. Große Teile der Lychener Umgebung sind Bestandteil des Naturparks Uckermärkische Seenlandschaft. Daher dürfen einige Seen, wie beispielsweise der Wurlsee, nicht mit Motorbooten befahren werden, der Küstrinchener Bach darf bei niedrigem Wasserstand nicht befahren werden, sonst nur bis zur ersten Schleuse (bei Fegefeuer). Lychens Gewässer bieten diverse Möglichkeiten des Wassersports, wie Schwimmen, Tretboot-, Dampfer-, Floß- oder Solarbootfahrten. Die etwa 4 × 2 m großen Solarkatamarane SOL 10, die im Nesselgrund stationiert sind, haben eine Motorleistung von 550 W (0,75 PS) bei einer Geschwindigkeit von 5 km/h (rund 2,7 Knoten) und sind ohne Sportbootführerschein nutzbar. Die Solarzellen dienen zugleich als Verdeck.
Auch Kremserfahrten, Wanderungen in der Natur oder Radtouren sind möglich. Der Uckermärkische Radrundweg führt durch Lychen (mit Anbindung an den Radfernweg Berlin-Kopenhagen). Jedes Frühjahr ist Lychen Gastgeber des Lychener Seenlaufes über eine Strecke von 30 Kilometern.

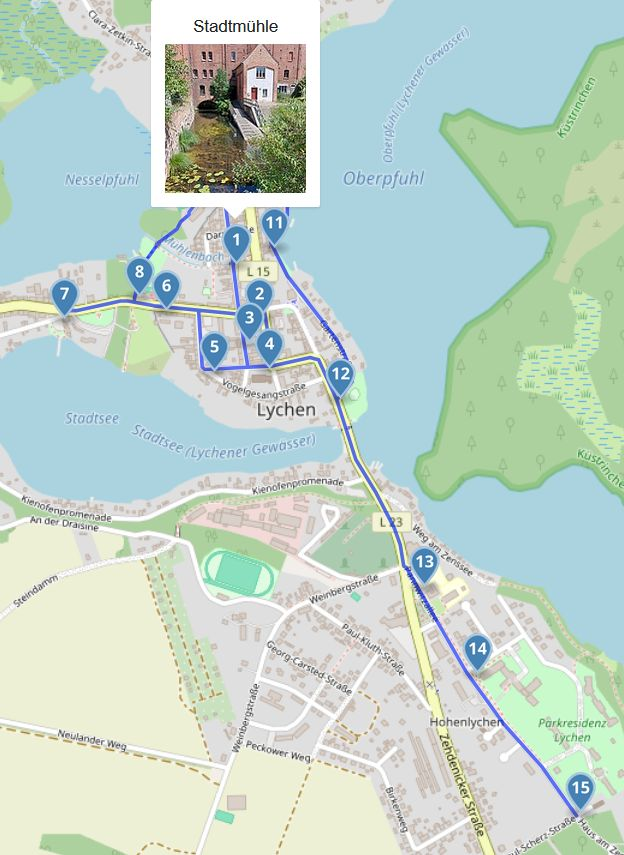
Lychener Pinnenpfad

Eine Besonderheit ist der Lychener Pinnenpfad
Er markiert einen historischen Stadtrundgang, bei dem auf 15 übergroßen Reißzwecken (Pinnen) Aspekte der Geschichte Lychens aufgezeigt werden. Jede Pinne zeigt die aktuelle Position auf dem Stadtplan, ein dazu gehörendes Foto aus der Geschichte des Ortes, einen kurzen erläuternden Text und zwei QR-Codes: Der eine führt zum deutschen Audioguide, der andere zum englischen Text.
Lychen barrierefrei
Die meisten Stationen des Lychener Pinnenpfads sind barrierefrei zu erreichen.
Das Fahrgastschiff Möwe und das Touristenfloß Pläätz sind für Gäste in Rollstühlen befahrbar. Nahe der Dampferanlegestelle am Stadtsee sind in der Appartementanlage Sonnenhof zwei barrierefreie Ferienwohnungen zu finden.

## Wirtschaft und Infrastruktur

### Wirtschaft
In früheren Jahrhunderten gehörte die Flößerei zu den wichtigsten Erwerbszweigen der Stadt. Dabei wurde nicht nur Nutzholz zu Flößen zusammengefügt und in oft wochenlanger Arbeit vor allem zu größeren Bauvorhaben gebracht, sondern auf den Flößen transportierten die Menschen auch andere nicht verderbliche Waren.
Mit Gründung der Heilstätten im 20. Jahrhundert entwickelte sich der Tourismus zu einer wichtigen wirtschaftlichen Basis der Stadt.
Weiterhin haben sich die Bauwirtschaft mit verschiedenen Gewerken der Bauplanung und Bauausführung, die Fischerei mit Fischräucherei und Fischhandel (im Ortsteil Beenz und am Großen Lychensee), verschiedene therapeutische Praxen, Autohandel, Pkw- und Lkw-Service, Holzhandel, Grünanlagenservice, Computerservice, Bootsservice und -verkauf und weitere Firmen in Lychen angesiedelt.

### Verkehr
In Lychen kreuzen sich die Landesstraßen L 15 (Fürstenberg/Havel–Boitzenburg) und L 23 (Feldberg–Templin).
Die Bahnstrecke Fürstenberg–Templin mit Bahnhöfen in Lychen, Hohenlychen und Tangersdorf wird nach ihrer Stilllegung seit 1996 touristisch als Strecke für Fahrrad-Draisinen genutzt. Die Anbindung an Fürstenberg/Havel, Templin und weitere umliegende Orte wird heute mit den Linienbussen der UVG sichergestellt.
Die Schleuse Regow befindet sich bei Kilometer 42,6 der Oberen Havel-Wasserstraße beim Schleusenhof Regow.

### Vereine
- Lychen United (Freizeitsport)
- SV Germania Lychen (Fußball)
- SV Berolina Lychen (Handball, Leichtathletik)
- Seglerverein Lychen 1990 e. V.
- Lychener SV (Billard)
- Pferdesportverein (Reiten)
- Lychener Seen Lauf Verein
- Schützengilde 1822
- Flößerverein Lychen
- Freiwillige Feuerwehr
- Tourismusverein
- Hilfe für Osteuropa
- Arbeitsförderverein
- Heilstätten Hohenlychen
- Wasser auf die Mühle[38]
- Förderverein Lychen Museum e. V.

## Persönlichkeiten

### Ehrenbürger
- 1838 Albert August Christoph Reinhard, Pfarrer[39][40]
- 1910 Julius Lilienfeld, Stadtverordnetenvorsteher, Hotelbesitzer[39]
- 1914 Sigmund Cohrs (1845–1924), Mäzen des Kindersanatoriums
- 2011 Gotthold Pannwitz (1861–1926): Arzt und Gründer der Lungenheilstätte Lychen

### Söhne und Töchter der Stadt
- David Franck (1682–1756), Historiker, Schulrektor und Prediger
- August Julius Edmund Pflugk (1803–1839), Klassischer Philologe und Gymnasiallehrer
- Erika Pannwitz (1904–1975), Mathematikerin
- Bern Carrière (1921–2015), Psychiater
- Heinz Kluth (1921–1977), Soziologe
- Rolf Ebert (1926–2013), Physiker, Universitätsprofessor
- Freia Hoffmann (* 1945), Musikwissenschaftlerin
- Hans-Christoph Blumenberg (* 1947), Filmkritiker, Drehbuchautor und Filmregisseur
- Uwe Jähnichen (* 1962), Maler, Bildhauer, Galerist[41][42]

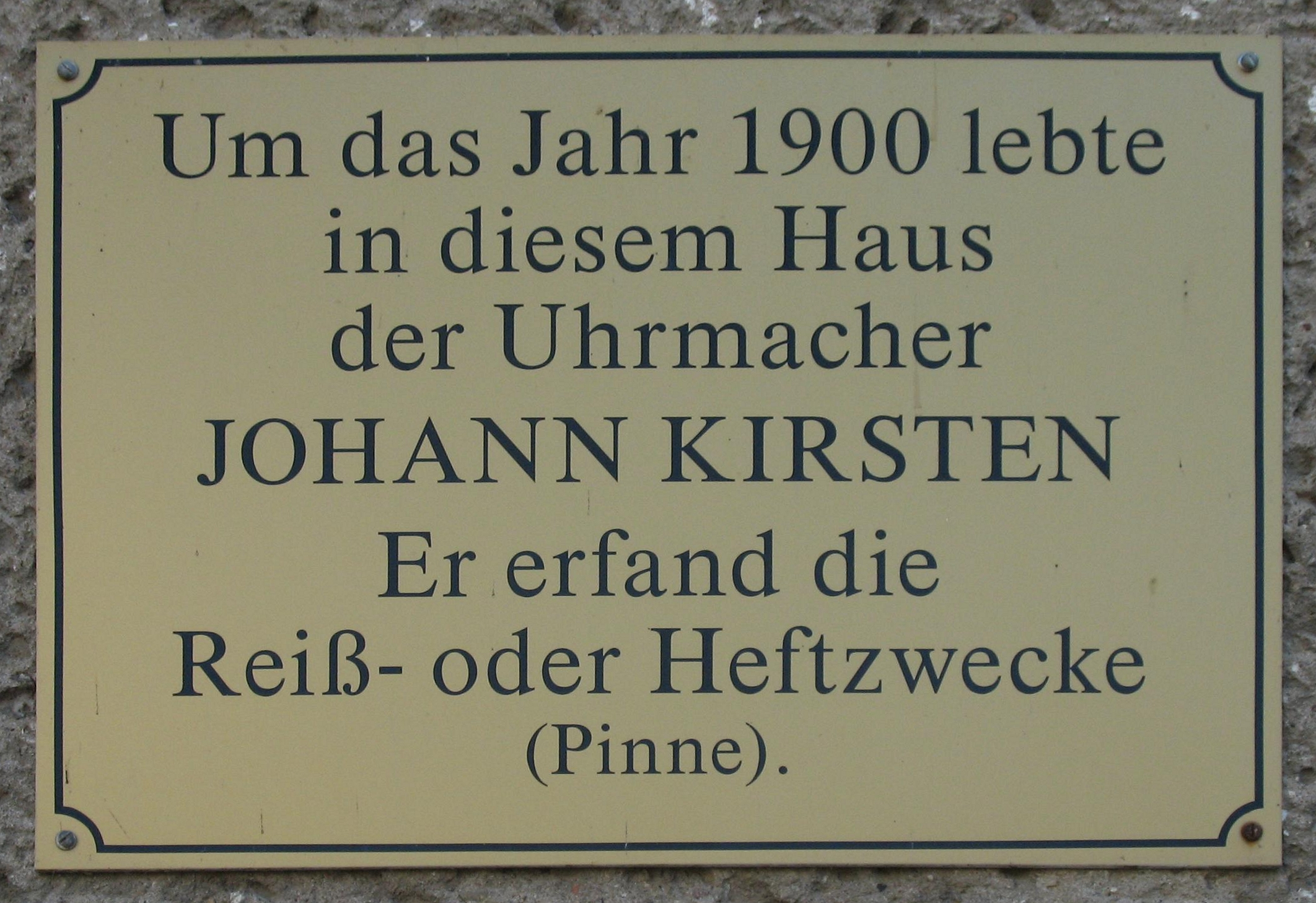
Gedenktafel für Johann Kirsten

### Persönlichkeiten mit Verbindungen zur Stadt
- Siegmund Cohrs (1845–1924), Kommerzienrat, Unterstützer der Victoria-Louise-Kinderheilstätte und Sponsor der Cohrs-Stiftung, stiftete 5000 Mark an die Stadt Lychen zur Errichtung einer Kinderhilfseinrichtung. 1914 bekam er die Ehrenbürgerschaft durch die Stadt Lychen, die 1939 nach seinem Tode erlosch.
- Johann Kirsten (um 1900), gilt als Erfinder der Reißzwecke, lebte in Lychen
- Karl Rätsch (* 1935), Bildhauer, lebt seit 1974 in Lychen[43]
- Klaus Voormann (* 1938), Musiker und Grafiker, lebte als Kind zeitweilig in Lychen. In einem Interview betonte er, dass er keine Beziehung zu seiner Geburtsstadt Berlin habe, da seine Kindheitserinnerungen in Lychen lägen.
- Henryk Wichmann (* 1977), Politiker (CDU), 2009–2019 Mitglied des Landtages Brandenburg, lebt in Lychen